# Улвила
У́лвила (фин. Ulvila швед. Ulvsby) — город в провинции Сатакунта в губернии Западная Финляндия в непосредственной близости от города Пори. Один из шести средневековых городов Финляндии.

## История
Город основан в 1365 году и являлся вторым по значимости торговым центром в Западной Финляндии после Турку. С момента основания г. Пори в 1558 году Улвила постепенно теряет своё значение.
В городе находится церковь св. Олафа.
В 2006 году жительницей города Аннели Ауэр было совершено громкое убийство, вызвавшее широкий общественный резонанс.

## Промышленность
Финская компания Neorem Magnets Oy занимается производством и продажей постоянных магнитов NdFeB и магнитных компонентов по лицензии Hitachi Metals. Фирма входит в немецкий концерн Vacuumschmelze, завод располагается в Улвила. На дочернем предприятии Neorem Magnets Ningbo в Китае, магнитные блоки, изготавливаемые на заводе в Улвила, подвергаются дальнейшей обработке.
В городе расположен хлебозавод фирмы «Фацер».

## Население
| - 1950 — - 1960 — - 1970 — | - 1980 — - 1990 — - 2000 — | - 2003 — 12 278 - 2008 — - 2009 — 13 720 ▲ | - 2010 — - 2011 — - 2012 — |

## Расстояние до крупных городов
| - Хельсинки — 217 км - Тампере — 99 - Турку — 111 - Оулу — 437 | - Лахти — 209 - Куопио — 342 - Ювяскюля — 221 - Лаппеэнранта — 339 | - Пори — 8 - Котка — 292 - Вааса — 186 - Йоэнсуу — 431 | - Хямеэнлинна — 146 - Порвоо — 235 - Миккели — 286 |

## Города-побратимы
- Льюсдалин
- Сууре-Яани